# Sucha Dolina (polana)
Polana Sucha Dolina lub po prostu Sucha Dolina – niewielka polana w Dolinie Suchej w polskich Tatrach Zachodnich. Jest to długa i wąska polana zajmująca rozszerzenie na dnie suchego potoku tej doliny. Powyżej niej dolina tworzy wąski i głęboki jar, a powyżej jaru znajduje się Polana między Kopieńcami. Polana Sucha Dolina położona jest na wysokości około 1040–1070 m n.p.m. Dawniej należała do Hali Kopieniec. Po utworzeniu Tatrzańskiego Parku Narodowego zniesiono jej użytkowanie i polana stopniowo zarasta lasem. W 1965 miała powierzchnię ok. 1 ha. W 2004 po 40 latach od zaprzestania jej użytkowania powierzchnia polany zmniejszyła się o ok. 75%. Na wielu mapach polana nie jest już zaznaczana. Prowadzi do niej kilka ścieżek (z Jaszczurówki, Górnej Chłabówki i Toporowej Cyrhli), ale nie są dostępne turystycznie.